# Johann David Bantelmann
Johann David Bantelmann (geboren 23. März 1769 in Linden bei Hannover; gestorben 5. Oktober 1833 in Reval) war ein aus Deutschland stammender Architekt, der in Estland tätig war.
Bantelmann hatte in Reval das Amt des Gouvernements-Architekten inne. In dieser Funktion baute er Teile des Revaler Schlosses um sowie die aus dem Mittelalter stammende ehemalige Kirche des Revaler Zisterzienserinnenklosters zur russischen Kirche.

## Weblink
- Entwurf für Schloss Katharinental, um 1800, nicht ausgeführt

| Personendaten    | Personendaten                                                            |
| ---------------- | ------------------------------------------------------------------------ |
| NAME             | Bantelmann, Johann David                                                 |
| ALTERNATIVNAMEN  | Bantelmann, Johann; Bantelmann, Johann Daniel; Бантельман, Иоанн Даниэль |
| KURZBESCHREIBUNG | deutscher, in Estland tätiger Architekt                                  |
| GEBURTSDATUM     | 23. März 1769                                                            |
| GEBURTSORT       | Linden vor Hannover                                                      |
| STERBEDATUM      | 5. Oktober 1833                                                          |
| STERBEORT        | Reval                                                                    |